# L'Homme noir (jeu)
L'Homme noir, ou  Qui a peur de l'Homme noir?, est un jeu d'enfant traditionnel allemand. Le jeu a été décrit pour la première fois par Johann Christoph Friedrich GutsMuths en 1796.

## Déroulement
Le terrain de jeu est divisé en trois champs: un grand champ central et deux champs latéraux. Les joueurs s'alignent dans les champs latéraux. L'homme noir se tient dans la champ A[Quoi ?], le groupe de joueurs à attraper se tient dans le champ opposée B,.
Maintenant, l'Homme noir crie haut et fort aux autres: "Qui a peur de l'Homme noir?" – "Personne!", répondent les autres joueurs et courent vers l'Homme noir pour arriver à le champ A. Ce faisant, ils doivent essayer d'éviter habilement l'Homme noir. L'Homme noir, quant à lui, quitte le champ A avec l'intention d'atteindre le champ opposée B et d'attraper un ou plusieurs joueurs qui courent devant lui. Les captifs deviennent les aides de l'Homme noir et doivent se joindre à lui pour capturer les joueurs restants,.
L'Homme noir et le groupe de joueurs ont maintenant échangé leurs places. Les joueurs se tiennent maintenant sur le champ où l'Homme noir se tenait au début et vice versa. L'homme noir répète sa question: "Avez-vous peur de l'Homme noir?", ce à quoi les joueurs répondent: "Non!". Le prochain tour commence,. L'Homme noir et ses aides peuvent former une chaîne en se tenant par la main pour attraper les joueurs restants,.
Le jeu se poursuit de cette manière jusqu'à ce que tous les participants aient été capturés. Le dernier joueur restant prend le rôle de l'Homme noir dans le jeu suivant,.
Le jeu de l'homme noir ressemble beaucoup à celui des éperviers.

## Interprétation de la figure de l'Homme noir
Le jeu serait tiré de la légende de l'Homme noir. L'Homme noir est un croque-mitaine ou la personnification de la mort (peste noire). Il est surtout connu en Allemagne,.
La phrase Qui a peur du Père Fouettard? (C’est pas nous, c’est pas nous!), bien connue en France, est un dérivé de ce jeu.